# Chiesa dei Santi Michele Arcangelo e Radegonda
La chiesa dei Santi Michele Arcangelo e Radegonda è la parrocchiale di Roatto, in provincia e diocesi di Asti; fa parte della zona pastorale Ovest.

## Storia
Già verso la fine del Cinquecento esisteva a Roatto un luogo di culto, fondato forse dalla famiglia Montafia e officiato da un sacerdote che veniva occasionalmente da Maretto.
Nel 1661 il paese fu costituito in parrocchia autonoma e l'anno successivo iniziarono i lavori di costruzione della nuova chiesa, disegnata dal capomastro elvetico Carlo Luigi Vanello e ultimata nel 1668.
L'edificio, già giudicato insufficiente a soddisfare le esigenze della popolazione, venne danneggiato irreparabilmente dal terremoto del 1887. Così, nel biennio 1889-90 la parrocchiale fu riedificata su disegno dell'ingegnere Camillo Riccio, per poi venir consacrata nel 1891 dal vescovo di Asti Giuseppe Ronco.
Nel 1961 si provvide a posare il nuovo pavimento del presbiterio e verso il 1970 la chiesa fu adeguata alle norme postconciliari; l'impianto elettrico venne rimodernato nel 2003 e nel 2013 un restauro interessò la cella campanaria.

## Descrizione

### Esterno
La facciata a salienti della chiesa, rivolta a sudovest e abbellita da lesene, si compone di tre corpi: quello centrale, più alto, presenta il portale d'ingresso, affiancato da semicolonne e sormontato dal timpano, e il rosone ed è coronato dal frontone triangolare, mentre le due ali laterali sono caratterizzate da finestre a tutto sesto.
Annesso alla parrocchiale è il campanile a base quadrata, costruito nel 1674; la cella presenta su ogni lato una monofora ed è coronata dalla cupola.

### Interno
L'interno dell'edificio si compone di tre navate, separate da pilastri sorreggenti degli archi a tutto sesto, sopra i quali corre la trabeazione modanata e aggettante su cui si imposta la volta; al termine dell'aula si sviluppa il presbiterio, rialzato di due scalini, delimitato da balaustre e chiuso dall'abside semicircolare.